# Hilda Dehil
Hilda Dehil (Buenos Aires, 26 de febrero de 1917 – 8 de septiembre de 1978) fue una actriz, cantante y bailarina argentina que trabajó por todo Brasil, Europa y Argentina, su país, donde fue muy popular, incluso en radionovelas y teatros. Los espectáculos musicales en los que participó utilizaban desde trajes folclóricos hasta elegantes bailes informales antes de que, más adelante en su vida, cambiara su estilo de actuación y formara parte de los espectáculos de gracia del vodevil, que destacan por ser ligeros de ropa, incluido el uso de plumas y purpurina.

## Primeros años
Hilda viajó a Europa con su madre, también actriz y cantante de tangos, para actuar por primera vez cuando tenía 14 años. El periódico madrileño "El Heraldo" del 1 de febrero de 1932 publica un artículo titulado "Fiesta de poesía, cante y música", en honor de Azucena Maizani y su elenco artístico argentino, del que Hilda formó parte con su mamá en el Teatro Alkazar de Madrid.
Diario de Burgos anuncia en su columna de teatro de la página 4 que debuta en el Teatro Principal Coliseo de esa ciudad la Compañía Argentina: la compañía argentina de zarzuela y revista musical, formada exclusivamente por artistas de dicha república.(Entre los mencionados figura el nombre de Hilda Bobasso.).
El musical continuó en Valencia y luego en Palma de Mallorca. Según se puede leer en la sección "Actualidad Teatral", en el artículo sobre el Teatro en Palma del periódico «Ultima Hora» se lee que "El debut de la compañía de Azucena Maizani anunciado en el Teatro Lírico ha tenido que ser aplazado debido al éxito obtenido en el Teatro Apolo de Valencia, lo que ha motivado una prórroga de tres días en dicho teatro".
Después de dos años de viaje por Portugal y España, continuó con su madre en Brasil, actuando en el musical La Canción Argentina, compuesto por 35 artistas, tal como señalaba el periódico "A Uniao" de Río de Janeiro, página 6. Asimismo, el periódico "Diario Carioca" destacaba la foto de Hilda en la sección de teatro de la página 7 como "bailarina y actriz del elenco del casino".
Originalmente iba a durar en Brasil seis meses, pero dada la aceptación del público lograda, permanecieron en Brasil durante tres años consecutivos, presentando su espectáculo en ciudades como Recife, capital de Pernambuco, en el Teatro Moderno. En el artículo se lee que cuando la típica compañía argentina llegó a Recife (también conocida como la Venecia brasileña) y se acercó el lujoso transatlántico, se permitió a los periodistas subir a él para dar la bienvenida a la compañía, mencionando que la estrella del musical "Anita Bobasso" les había presentado a su hija Hilda como elemento destacado del espectáculo.
El musical también estuvo en el Teatro Carlos Gomes de Vitoria, capital de Espíritu Santo y durante largas temporadas volvió a Río de Janeiro.
En Brasil también formó parte de las fiestas y aniversarios’ de la ’’Casa de los Artistas’’, como se señala en el artículo O festival conmemorativo do dia do artista. También presentando sus musicales en teatros como ‘’Casino de Copacabana, como se comenta en la página 8, sección teatros del "Diario Noticias" de Río de Janeiro. Teatro Florida, 'como anuncia el Diario Carioca en la página 11, y‘’Teatro Santa Isabel, con el musical "Mulher de Porcelana, O Fevro.

## Carrera en Argentina
En Argentina, siguió utilizando el apellido en el escenario mientras actuaba, pero sólo por poco tiempo. Según los libros disponibles en la búsqueda, los resultados muestran un libro titulado "Historia de la comedia musical en Argentina, desde sus comienzos hasta 1979", publicado por el escritor Pablo Gorlero en 2004. Allí figura en la página 194 que Hilda Bobasso fue la protagonista de la comedia musical titulada "Amor y Patria", Teatro "Femina", utilizando el apellido junto a la actriz Elena Zuccotti. Esta comedia se estrenó el 25 de mayo de 1933.
La siguiente fue "Ensayo General", Teatro "El Nacional", donde antes de que los espectadores entraran a la sala, ya se había levantado el telón, y en el escenario se podía ver a los conductores de la sala haciendo diferentes preparativos para comenzar la función. "Los autores han sabido dar originalidad a este nuevo espectáculo. Ofrecen al público una interesante visión de lo que es un ensayo general, que no es, naturalmente, la representación diaria del espectáculo. Y el espectador asiste al escenario, a los camerinos, al ir y venir de los artistas a las órdenes imperiosas del transpunte, mientras el director de la compañía organiza a voz en grito el espectáculo en medio de los mil inconvenientes que siempre surgen. Los líos de las bataclanas, que no trascienden, los pequeños dramas que se originan en el mundo del espectáculo, las tristezas y alegrías que se cobijan en ese ambiente pintoresco, los resortes que se ponen en marcha para montar una obra, todo es observado directamente por el público.".
Los conocidos espectáculos de revista porteña, al estilo del Moulin Rouge de París, fueron en un principio importados de Francia por el grupo Mistinguete. Hilda estaba dispuesta a cambiar su estilo de actuación por uno más vampiresco acorde a los requerimientos de ese tipo de espectáculo musical. El productor le pidió que cambiara también su apellido porque no sonaba atractivo para los espectáculos burlescos. Le sugirió que cambiara su nombre por Dehil y lo utilizara como apellido. Desde 1944, su nombre como actriz era Hilda Dehil, que empezó a utilizar enseguida.
"Cantina VS. Colmao", un vodevil burlesco que actuó en el Teatro Marconi en 1944 durante un año completo con Rafael Alberti, Le siguió otra comedia picaresca llamada "Si mi marido supiera lo que hago", un vodevil pícaro que duró un año en el Teatro Ateneo en el año 1945, con Tono Andreu, Nené Cao, Tito Climent, Susy Derqui, entre otros.
Allí continuó en el teatro BATACLAN con la revista vodevil musical llamada "La Revista Chinesa" como vedette principal, con la conocida cantante Tita Merello, donde fue anunciada como “Una diosa de la calle Corrientes” (goodness of Corrientes Avenue). También en el Teatro Cosmopolita y en el Teatro Politeama, que estaban ubicados en Corrientes 1490, con el mismo estilo de espectáculos musicales.

## Vida personal
Hilda Dehil falleció en Barcelona el 8 de septiembre de 1978 de un inesperado derrame cerebral que la mató en el acto mientras acompañaba a su hijo Jorge Pérez Evelyn en su gira por Europa.